# コンプリーツ
合資会社コンプリーツは、日本のアダルトゲームメーカーである。アクの強いシチュエーションの作品でマニアックなファンを持つ。代表作品は『Theガッツ!』シリーズ。

## 概要
コンプリーツの本社は北海道札幌市東区北41条東にあり、北海道を拠点に活動するメーカーによる「北海道えろげー組合」の参加団体。
『Theガッツ!』を手がけたメンバーがMay-Be SOFTから分離する形で2000年にオーサリングヘヴンブランドでデビュー。展開するブランドは社名のコンプリーツのほか、オーサリングヘヴン、クロストークがある（ただし、クロストークは2004年に第1作をリリースしたのみで以降は活動なし）。スタッフはシナリオが全ブランドとも日高真一＝日高社長（2011年まで）、原画はコンプリーツがまめ（2014年まで）、TATSU屋、オーサリングヘヴンが川崎恵、TATSU屋、クロストークがTATSU屋が担当する。作風はデビュー当初こそ陵辱モノなどに挑戦する作品もあったものの、以後は「おとなしい主人公（というよりショタ風の男の子）が多数のヒロインから性のてほどきを受ける」という受身シチュエーションのエロコメディ（「ショタ主人公総受け」という）に特化しているといえる。乱交が当然のように行われる、貞操観念がほぼ存在しない世界観であることも共通の特徴として挙げられる。ヒロインは全ブランドともロリ風または年上の女性であることが多いが、いずれにせよ正統派の美少女ヒロインが登場することは皆無といっていい。また『もっと！ヒミツたいけん』に「正統派のショタ」シーン（男の子×男の子のエロシーン）がある。

## 作品一覧

### コンプリーツ作品
- 原画：まめ
  - 2000年9月29日 Collection 〜蒐集された悪夢〜
  - 2001年4月13日 CASE266 〜266号事件〜
  - 2001年10月26日 ボクのヒミツたいけん
  - 2002年4月12日 恋するサイエンス
  - 2003年3月14日 もっと!ヒミツたいけん（「ボクのヒミツたいけん」シリーズ第2弾。）
  - 2003年6月6日 母性 〜ママクラブ〜
  - 2003年12月19日 まってぃ
  - 2004年5月28日 続・ママクラブ（「ママクラブ」シリーズ第2弾。）
  - 2004年12月22日 ボクの「なつやすみ」ヒミツたいけん（「ボクのヒミツたいけん」シリーズ第3弾。）
  - 2005年7月8日 野外学習
  - 2006年2月24日 ママ!つま?
  - 2006年8月31日 もうすぐ夏休み!（「野外学習」の後日談、「もうすぐ夏休み!」シリーズ第1弾。）
  - 2007年4月28日 ボーイミーツワイヴス
  - 2008年2月29日 ママしぼり2（ママしぼりの事情）（「ママしぼり」シリーズ第2弾。）
  - 2010年7月30日 じゅーしぃエイジ
  - 2011年1月28日 ママクラブ・参観（「ママクラブ」シリーズ第3弾。）
  - 2011年5月27日 まままーじゃん
  - 2011年8月26日 Colletion ReBIRTH（「Collection 〜蒐集された悪夢〜」のリメイク。）
  - 2012年3月30日 野外学習2（「野外学習」シリーズ第2弾。）
  - 2012年9月28日 Theガッツ! -マキシマム・マタニティ!-
  - 2013年2月28日 Let's裸GO! 〜ぼくラの自由研究〜
  - 2013年7月26日 野外学習3（「野外学習」シリーズ第3弾。）
  - 2014年1月31日 ショタマネ ぼくがマネージャーになった理由
  - 2014年4月25日 もっと!野外学習 夏期特別講習編（「野外学習」シリーズ第4弾、シリーズ完結作[2]。）

- 原画：TATSU屋
  - 2010年12月10日 診てくださいます？
  - 2011年7月15日 ツマ×ヘヴン
  - 2012年4月27日 アネ×ヘヴン

- 原画：本田直樹
  - 2016年5月27日 ママしぼり３の事情（「ママしぼり」シリーズ第3弾。）

- 原画：薦田ロボ
  - 2016年8月26日 もうすぐ夏休み！２（「もうすぐ夏休み!」シリーズ第2弾。）

### オーサリングヘヴン作品
- 原画：川崎恵　「Theガッツ!」シリーズ
  - 1999年2月10日 Theガッツ!（※May-Be SOFT作品）
  - 2000年8月25日 Theガッツ!2 〜海でガッツ!〜
  - 2001年7月27日 Theガッツ!3 〜山でガッツ!〜
  - 2001年10月26日 Theガッツ!Remix（「Theガッツ!」ボイス追加版）
  - 2002年9月13日 Theガッツ!4 〜私立ガッツ学園!〜
  - 2003年10月10日 Theガッツ!5
- 原画：川崎恵　その他
  - 1999年10月29日 あんごるモア 〜大予言の結末〜
  - 1999年12月17日 Say Yah!
  - 2000年6月23日 トイレの女神様
  - 2000年11月24日 Don't Stop ママ?!
  - 2001年2月23日 かわいそうな風景
  - 2003年5月30日 ママしぼり
  - 2003年12月26日 Say Yah!2003
- 原画：TATSU屋
  - 2005年12月2日 中出しティータイム 召しませクリームパイ
  - 2006年7月21日 お願い!委員長!!
  - 2007年3月2日 マコトね〜ちゃんのボク教育法?
  - 2007年11月30日 ふたりは!?
  - 2008年10月24日 みだらなマンション
  - 2009年2月6日 マイホームワイフ
  - 2010年7月23日 野獣教師

### クロストーク作品
- 原画：TATSU屋
  - 2004年11月12日 天使DEアクマ